# 이수남
이수남(李秀男, 1927년 2월 2일 ~ 1984년 1월 8일)은 대한민국의 전 축구 선수로 포지션은 공격수였다.

## 선수 시절
1954년 FIFA 월드컵 국가대표로 출전한 뒤 1958년 아시안 게임에서는 3골을 뽑아내며 팀의 2회 연속 아시안 게임 은메달 획득에 기여했다.

## 은퇴 이후
1962년에는 국제 심판으로 활동하기도 했으며 이후 1984년 1월 8일 58세의 나이로 별세했다.